# Ярчевський Петро Миколайович
Петро Миколайович Ярчевський (? — † 24 жовтня 1963) — старшина Дієвої армії УНР.

## Біографія
Народився у Черкаському повіті Київської губернії. Закінчив Сумський кадетський корпус, Михайлівське артилерійське училище. Останнє звання у російській армії — підполковник.
У 1919 р. — старшина запасної кінної батареї  Дієвої армії УНР.
З 26 серпня 1919 р. — у резерві Головного артилерійського управління Військового міністерства УНР.
На еміграції жив у Польщі. Помер та похований у Ченстохові.